# تاولوكلت
تاولوكلت هي قرية أمازيغية جبلية مغربية وسط المملكة. تنتمي تاولوكلت لإقليم شيشاوة. تضم هذه القرية 10.668 نسمة (إحصاء 2004).